# William DuVall
William Bradley DuVall (Washington, 6 settembre 1967) è un cantante e chitarrista statunitense, noto per essere stato cantante e chitarrista dei Comes with the Fall e per fare parte dal 2006 degli Alice in Chains.

## Biografia
La carriera musicale di DuVall iniziò nei primi anni ottanta a Washington, suonando in un gruppo chiamato Awareness Void of Chaos. Nel 1983  William aiutò una punk band locale, i Neon Christ, a realizzare un album componendo testi e parti di chitarra. Con due brevi tour lungo la East Coast e due album orientati politicamente la band iniziò a guadagnare popolarità. Questa fu utilizzata per sostenere alcune cause benefiche, come quella per liberare Fela Kuti. La band si sciolse nel 1986 e si riunì una sola volta per uno show con i membri originali il 24 dicembre 2004.
Trascorse il finire degli anni ottanta con una band ispirata a Jimi Hendrix, i No Walls, con i quali realizzò anche un album. Contemporaneamente conseguì una laurea in filosofia. Nel 1994 DuVall scrisse con Dionne Farris la canzone I Know, con la quale il musicista vinse un Grammy Award e un premio ASCAP. Nel 1996 DuVall fondò la band Madfly, della quale era chitarrista, cantante e autore di testi. I loro sforzi portarono a due album, Get the Silver e White Hot in the Black, ambedue pubblicati dalla DVL Recordings, il secondo distribuito a livello nazionale dalla Mercury Records/PolyGram.
I Madfly guadagnarono successo commerciale, ma capirono che non era l'interesse principale dei membri perciò si sciolsero per formare la band Comes with the Fall nel 1999, con un nuovo bassista, Adam Stanger. L'anno seguente i membri si trasferirono da Atlanta a Los Angeles in cerca di un nuovo pubblico. DuVall è stato anche il chitarrista solista per Michael Tolcher, con il quale ha intrapreso un tour negli Stati Uniti. Il 4 ottobre 2019 è uscito il suo primo disco solista, One Alone.

## Alice in Chains
Nel 2000 DuVall familiarizzò con il chitarrista Jerry Cantrell, guadagnandone rapidamente la fiducia a tal punto che quest'ultimo, nel 2006, lo scelse per sostituire Layne Staley (morto per overdose nel 2002) negli Alice in Chains, che si apprestavano a compiere un tour mondiale.
Nel 2009 uscì il suo primo album con il gruppo, Black Gives Way to Blue, che ricevette ottime critiche. Il secondo album con gli Alice in Chains è uscito il 28 maggio 2013 con il titolo The Devil Put Dinosaurs Here. Il terzo album con gli Alice in Chains è uscito il 24 agosto 2018 con il titolo Rainier Fog.

## Discografia

### Con gli Alice in Chains
- 2009 - Black Gives Way to Blue
- 2013 - The Devil Put Dinosaurs Here
- 2018 - Rainier Fog

### Da solista
- 2019 - One Alone